# Zwei unter Millionen
Zwei unter Millionen ist eine deutsche Alltagsgeschichte aus dem Jahr 1961 mit Hardy Krüger, Loni von Friedl und Walter Giller in den Hauptrollen.

## Handlung
Der Film spielt im Jahr des Mauerbaus 1961. Der ostdeutsche Lastwagenfahrer Karl hilft der blutjungen Christine aus Rostock bei der Flucht in den Westen Berlins. Karl kellnert abends in einer Eckkneipe in Kreuzberg, im Osten arbeitet er tagsüber in der Markthalle. Die erste Ernüchterung im Westen tritt bei Christiane bald ein, als sie ihre reiche Schwester trotz Verabredung telefonisch nicht erreicht. Karl bringt sie in ihrer finanziellen Not in einer dürftigen Dachstube über der Kneipe unter, wo er seine Arbeitskleidung als Kellner wechselt. Christine findet schnell Arbeit als Buchhalterin in der City. Sie nähern sich an, verlieben sich und heiraten bald.
Karl träumt davon, die Eckkneipe, in der er arbeitet, von seinem Ersparten zu kaufen. Als ein Betreiber einer Kette von Hähnchenbratereien dem Kneipenwirt ein Kaufangebot unterbreitet, sieht Karl seine Stunde schlagen und macht dem Kneipenbesitzer ein Kaufangebot. Desillusioniert muss er feststellen, dass sein Erspartes bei weitem nicht reicht, um gegen das Angebot des neureichen Besitzers von Hähnchenbratereien anzukommen. Christine erscheint die Vorstellung von Karl als Kneipenbesitzer wenig reizvoll, ein die Beziehung in Frage stellender Streit bricht aus, es kommt aber wieder zur Versöhnung. Aus Verzweiflung über Karls Enttäuschung, dass sich sein Plan wegen des fehlenden Geldes zerschlägt, unterschlägt sie an ihrer Arbeitsstelle Geld, um den von Karl so heiß ersehnten Kauf der Eckkneipe im letzten Moment zu ermöglichen. In den Freudentaumel von Karl, der sich bereits als Kneipenbesitzer wähnt, bricht ihre Verzweiflung über ihre Tat hinein. Beide erkennen, dass so Karls Traum nicht zu verwirklichen ist und Christine bringt das Geld zurück. Bitter ist die Erkenntnis, wie recht sein Vater hatte, als er sagte: „Der Teufel scheißt immer auf den größten Haufen“.

## Hintergrund
Zwei unter Millionen entstand vor Ort in den Straßen von Berlin (West) unmittelbar vor dem Mauerbau und gibt einen authentischen Blick auf die Lebenswirklichkeit einfacher Menschen. Der Film erlebte seine Uraufführung am 12. Oktober 1961 in Hannover.
Der ursprüngliche Regisseur Victor Vicas erkrankte bereits zu Beginn der Dreharbeiten. Daraufhin musste sein Regieassistent Wieland Liebske einspringen, der einen Großteil des Films zu verantworten hat. Es sollte Liebskes einzige Nennung als (Mit-)Regisseur bei einem Kinospielfilm bleiben.
Walter Lembke lieferte die gleichnamige Romanvorlage.
Albrecht Hennings entwarf die Filmbauten, Klaus König diente Heinz Hölscher als Kameraassistent.
Henriette Gonnermann gab hier ihr Filmdebüt, für Maly Delschaft wurde Zwei unter Millionen die letzte Arbeit.

## Kritiken
Buchers Enzyklopädie des Films lobte Zwei unter Millionen für seine „für deutsche Verhältnisse ungewöhnlich nüchterne Darstellung der wirtschaftlichen Realitäten der Gegenwart und der Probleme zweier in jeder traditionellen Hinsicht unbedeutender Personen. Liebske, ein ehemaliger Assistent Alfred Weidenmanns […] zeigte sich deutlich beeinflußt von den Werken der Nouvelle Vague, namentlich in seinem spielerischen (zuweilen verspielten) Umgang mit der Aufnahmetechnik und der zurückhaltenden Charakterisierung seiner Protagonisten.“
Das Lexikon des Internationalen Films schrieb „Der unverwechselbare Berliner Ton wird am erfolgreichsten in augenblickhaften Szenen und in den vielen Randfiguren getroffen“ und nannte Zwei unter Millionen einen „quasi dokumentarisch wirkenden Film.“
Das große Personenlexikon des Films nannte den Film eine „sozialrealistische[n], anti-eskapistische[n] Berliner Alltagsgeschichte“

## Auszeichnungen
Zwei unter Millionen erhielt 1962 bei der Vergabe des Deutschen Filmpreises eine Reihe von Auszeichnungen:
- Das Filmband in Gold in der Kategorie Bester Drehbuchautor ging an Gerd Oelschlegel.
- Das Filmband in Gold in der Kategorie Beste männliche Nebenrolle ging an Walter Giller.
- Das Filmband in Gold in der Kategorie Beste Nachwuchsschauspielerin ging an Loni von Friedl.
- Das Filmband in Silber ging an den Film (Dritter Preis für abendfüllende Spielfilme), Prämie: 300.000 DM.